# Robert Desmettre
Robert Desmettre, född 5 augusti 1901 i Neuville-en-Ferrain, död 6 mars 1936 i Tourcoing, var en fransk vattenpolospelare.
Desmettre blev olympisk guldmedaljör i vattenpolo vid sommarspelen 1924 i Paris.